# 임랑포왜성
임랑포왜성(林浪浦倭城, 일본어: せいぐわん城 세이구완죠[*])은 부산광역시 기장군 장안읍에 있는 임진왜란 때 일본군이 쌓은 일본식 성곽(왜성)이다. 임진왜란때 모리 가쓰노부, 시마즈 도요히사, 이토 스케타카, 다카하시 모토타네, 아키즈키 다네나가등 5명이 성을 구축하고 수비했다.

## 개요
임랑포왜성의 중심부는 동해선 철도의 서북쪽에 해당하는 방모산(해발 70m)에 있어 고도 상으로 높지 않음에도 불구하고 임랑포 앞바다는 물론 멀리 쓰시마섬까지 조망된다. 성의 규모는 다른 왜성에 비하여 비교적 작은 편이며, 일본에는 세이관성(せいぐわん城)으로 알려져 있다. 모리 요시나리(毛利吉成), 시마즈 타다토요(島津忠豊), 이토 스케타카(伊東祐兵), 다카하시 모토타네(高橋元種), 아키즈키 다네나가(秋月種長) 등 5명이 성을 구축하고 수비한 것으로 알려져 있다.
『문헌비고(文獻備考)』에는 “동쪽 45리 해변에 임랑포성과 왜성이 있는데 두 성은 일본인이 쌓은 것이다.”라고 기록되어 있는데, 여기서 말하는 임랑포성과 왜성은 중심부와 외곽부의 성을 지칭하는 것으로 추정하고 있다.

## 위치
임랑포왜성은 부산광역시 기장군 장안읍 임랑리에 있는 방모산 동남쪽 말단의 산정 해발 약 70m 산상에 본성이 위치한다. 남쪽 동해 남부선 철길 건너 임랑천 쪽으로 돌출한 구릉에 외곽부의 성이 있다.

## 발굴 조사 경위
2001년 기장군 장안읍 효암리 주민의 이주 단지 조성과 관련하여 부산광역시립박물관이 중심부의 남쪽 동해선 철길 건너 임랑천 쪽으로 돌출한 외곽부에 대한 발굴 조사를 실시하였다. 이때 3개의 곡륜(曲輪)내 소규모의 일정한 공간이 확인되었으며, 굴립주 건물지(掘立柱建物址) 3동과 수혈 유구(竪穴遺構) 4기, 구상 유구(溝狀遺構) 고랑 상의 구조물 2기, 용도 미상의 주혈군(柱穴群) 기둥을 꽂았던 여러 개의 구멍 3개소 등이 확인되었다.

## 형태
산성인 중심부 성과 외곽부의 평지성인 거관부(居館部)가 별개로 독립되어 있다.

## 현황
중심부에서 가장 높은 본환(本丸)의 경우, 북동쪽에 천수대(天守臺) 본성의 지휘소로 추정되는 노대(櫓臺)가 '높이 5m, 가로 세로 10×10m' 정도 잔존하며, 남서쪽으로 입구가 있고 성 내부에 해당하는 부분은 편평한 대지를 이루고 있다. 중심부의 남쪽 낮은 구릉에 외곽부가 있는데, 정상부는 평탄면을 이루며 외곽에 1~2단의 석축열이 확인된다. 구릉의 끝과 서쪽의 낮은 지역은 모두 암반 지대로 강과 더불어 자연적인 방어선을 이루고 있다. 그러나 철도와 도로의 건설, 장안어린이집 신축, 기장군 장안읍 효암리 이주 단지의 조성 등으로 인하여 대부분 파괴되고 외곽부의 일부만 잔존한다.

## 참고 문헌
임진왜란 때 죽성리왜성과 서생포왜성의 중간 거점으로 축조된 소형 왜성으로, 왜성의 특징을 잘 보여 주는 유적이다.